# Grand Prix Austrii 1986
Grand Prix Austrii 1986 (oryg. Grosser Preis von Österreich) – 12. runda Mistrzostw Świata Formuły 1 w sezonie 1986, która odbyła się 17 sierpnia 1986, po raz 17. na torze Österreichring.
24. Grand Prix Austrii, 18. zaliczane do Mistrzostw Świata Formuły 1.

## Klasyfikacja
| Legenda oznaczeń w tabelach wyników Wyświetl szablon na nowej stronie | Legenda oznaczeń w tabelach wyników Wyświetl szablon na nowej stronie                                                                     |
| Oznaczenie                                                            | Wyjaśnienie |
| --------------------------------------------------------------------- | --- |
| Złoty                                                                 | Zwycięzca lub mistrzostwo |
| Srebrny                                                               | 2. miejsce lub wicemistrzostwo |
| Brązowy                                                               | 3. miejsce lub II wicemistrzostwo |
| Zielony                                                               | Ukończył, punktował (w klasyfikacji generalnej, gdy zdobył co najmniej jeden punkt na przestrzeni sezonu, poza trzema powyższymi opcjami) |
| Niebieski                                                             | Ukończył, nie punktował (w klasyfikacji generalnej, gdy nie zdobył co najmniej jednego punktu na przestrzeni sezonu)                      |
| Czerwony                                                              | Nie zakwalifikował się (NZ) |
| Czerwony                                                              | Nie prekwalifikował się (NPK) |
| Różowy                                                                | Nie ukończył (NU) |
| Różowy                                                                | Niesklasyfikowany (NS) (w klasyfikacji generalnej, gdy nie został sklasyfikowany w żadnym wyścigu sezonu)                                 |
| Czarny                                                                | Zdyskwalifikowany (DK) |
| Czarny                                                                | Wykluczony (WYK/EX) |
| Biały                                                                 | Nie wystartował (NW) |
| Biały                                                                 | Kontuzjowany (K/INJ) |
| Biały                                                                 | Wyścig odwołany (OD/C) |
| Bez koloru                                                            | Został wycofany (WYC/WD) |
| Bez koloru                                                            | Nie przybył (NP/DNA) |
| Bez koloru                                                            | Nie brał udziału w treningach (NT/DNP) |
| Bez koloru                                                            | Nie został zgłoszony (–) |
| Pogrubienie                                                           | Start z pole position |
| Kursywa                                                               | Najszybsze okrążenie wyścigu |
| †                                                                     | Nie ukończył, ale jego rezultat został zaliczony ze względu na przejechanie więcej niż 90% dystansu wyścigu.                              |
| *                                                                     | Sezon w trakcie |
| 1/2/3                                                                 | Punktowana pozycja w sprincie kwalifikacyjnym                                                                                             |
| Lista systemów punktacji Formuły 1                                    | |

| Poz | Nr | Kierowca           | Konstruktor            | Okrążenia | Czas/powód NU   | Poz. startowa | Punkty |
| --- | -- | ------------------ | ---------------------- | --------- | --------------- | ------------- | ------ |
| 1   | 1  | Alain Prost        | McLaren-TAG            | 52        | 1:21:22.531     | 5             | 9      |
| 2   | 27 | Michele Alboreto   | Ferrari                | 51        | + 1 okrążenie   | 9             | 6      |
| 3   | 28 | Stefan Johansson   | Ferrari                | 50        | +2 okrążenia    | 14            | 4      |
| 4   | 15 | Alan Jones         | Lola-Ford              | 50        | +2 okrążenia    | 16            | 3      |
| 5   | 16 | Patrick Tambay     | Lola-Ford              | 50        | +2 okrążenia    | 13            | 2      |
| 6   | 17 | Christian Danner   | Arrows-BMW             | 49        | +3 okrążenia    | 22            | 1      |
| 7   | 20 | Gerhard Berger     | Benetton-BMW           | 49        | +3 okrążenia    | 2             |        |
| 8   | 29 | Huub Rothengatter  | Zakspeed               | 48        | +4 okrążenia    | 24            |        |
| 9   | 2  | Keke Rosberg       | McLaren-TAG            | 47        | Elektronika     | 3             |        |
| 10  | 25 | René Arnoux        | Ligier-Renault         | 47        | +5 okrążeń      | 12            |        |
| 11  | 21 | Piercarlo Ghinzani | Osella-Alfa Romeo      | 46        | +6 okrążeń      | 25            |        |
| NU  | 5  | Nigel Mansell      | Williams-Honda         | 32        | Półoś           | 6             |        |
| NU  | 6  | Nelson Piquet      | Williams-Honda         | 29        | Silnik          | 7             |        |
| NU  | 18 | Thierry Boutsen    | Arrows-BMW             | 25        | Turbosprężarka  | 18            |        |
| NU  | 19 | Teo Fabi           | Benetton-BMW           | 17        | Silnik          | 1             |        |
| NU  | 26 | Philippe Alliot    | Ligier-Renault         | 16        | Silnik          | 11            |        |
| NU  | 24 | Alessandro Nannini | Minardi-Motori Moderni | 13        | Zawieszenie     | 19            |        |
| NU  | 23 | Andrea de Cesaris  | Minardi-Motori Moderni | 13        | Sprzęgło        | 23            |        |
| NU  | 12 | Ayrton Senna       | Lotus-Renault          | 13        | Silnik          | 8             |        |
| NU  | 3  | Martin Brundle     | Tyrrell-Renault        | 12        | Turbosprężarka  | 17            |        |
| NU  | 4  | Philippe Streiff   | Tyrrell-Renault        | 10        | Silnik          | 20            |        |
| NU  | 11 | Johnny Dumfries    | Lotus-Renault          | 9         | Silnik          | 15            |        |
| NU  | 14 | Jonathan Palmer    | Zakspeed               | 8         | Silnik          | 21            |        |
| NU  | 22 | Allen Berg         | Osella-Alfa Romeo      | 6         | Elektronika     | 26            |        |
| NU  | 7  | Riccardo Patrese   | Brabham-BMW            | 2         | Silnik          | 4             |        |
| NW  | 8  | Derek Warwick      | Brabham-BMW            | 0         | Nie wystartował | 10            |        |

### Pole position
- Teo Fabi – 1:23.549

### Najszybsze okrążenie
| Nr | Kierowca       | Konstruktor  | Czas     | Okr. |
| -- | -------------- | ------------ | -------- | ---- |
| 20 | Gerhard Berger | Benetton-BMW | 1:29.444 | 49   |